# فانيمبلم
فانيمبلم (بالإنجليزية: Vaniyambalam)‏ هي منطقة سكنية تقع في الهند في منطقة مالابورام.